# Liste der Biografien/Roser
Liste der Biografien |
Portal Biografien |
Personensuche
# |
A |
B |
C |
D |
E |
F |
G |
H |
I |
J |
K |
L |
M |
N |
O |
P |
Q |
R |
S |
T |
U |
V |
W |
X |
Y |
Z |
?
 
Ra |
Rb |
Rd |
Re |
Rh |
Ri |
Rj |
Rk |
Rl |
Rm |
Rn |
Ro |
Rr |
Rs |
Rt |
Ru |
Rv |
Rw |
Rx |
Ry |
Rz
 
Roa |
Rob |
Roc |
Rod |
Roe |
Rof |
Rog |
Roh |
Roi |
Roj |
Rok |
Rol |
Rom |
Ron |
Roo |
Rop |
Roq |
Ror |
Ros |
Rot |
Rou |
Rov |
Row |
Rox |
Roy |
Roz 
 
Rosa |
Rosb |
Rosc |
Rosd |
Rose |
Rosh |
Rosi |
Rosj |
Rosk |
Rosl |
Rosm |
Rosn |
Roso |
Rosp |
Rosq |
Ross |
Rost |
Rosu |
Rosv |
Rosw |
Rosy |
Rosz 
 
Rosea |
Roseb |
Rosec |
Rosed |
Rosef |
Roseg |
Roseh |
Rosei |
Rosel |
Rosem |
Rosen |
Roseo |
Roser |
Roses |
Roset |
Rosev |
Rosew |
Rosey
Die Liste der Biografien führt alle Personen auf, die in der deutschsprachigen Wikipedia einen Artikel haben. Dieses ist eine Teilliste mit 26 Einträgen von Personen, deren Namen mit den Buchstaben „Roser“ beginnt.

## Roser
- Röser, Adolf (1874–1950), deutscher Holzhändler, Sägemühlenbesitzer und Politiker (FVP), MdR
- Roser, Albrecht (1922–2011), deutscher Puppenspieler und Hochschullehrer
- Roser, Dieter (1911–1975), deutscher Politiker (SPD)
- Roser, Ernst, deutscher Turner
- Roser, Florian (* 1972), deutscher Chirurg
- Roser, Franz (1882–1945), deutscher katholischer Geistlicher
- Roser, Franz de Paula (1779–1830), österreichischer Komponist und Dirigent
- Roser, Fritz (1882–1968), deutscher Lederfabrikant
- Roser, Hans (1931–2005), deutscher Theologe und Politiker (CSU), MdB
- Roser, Hans-Dieter (1941–2022), österreichischer Historiker, Germanist, Musik- und Theaterwissenschaftler, Dramaturg sowie Disponent
- Roser, Harald (* 1956), deutscher Architekt und Hochschullehrer
- Röser, Hilmar (1922–2014), deutscher Eishockeyfunktionär
- Röser, Johannes (* 1956), deutscher Publizist und Journalist
- Röser, Jutta (* 1959), deutsche Kommunikationswissenschaftlerin
- Roser, Karl von (1787–1861), württembergischer Beamter
- Röser, Lucas (* 1993), deutscher FußballspielerLucas Röser (* 1993)

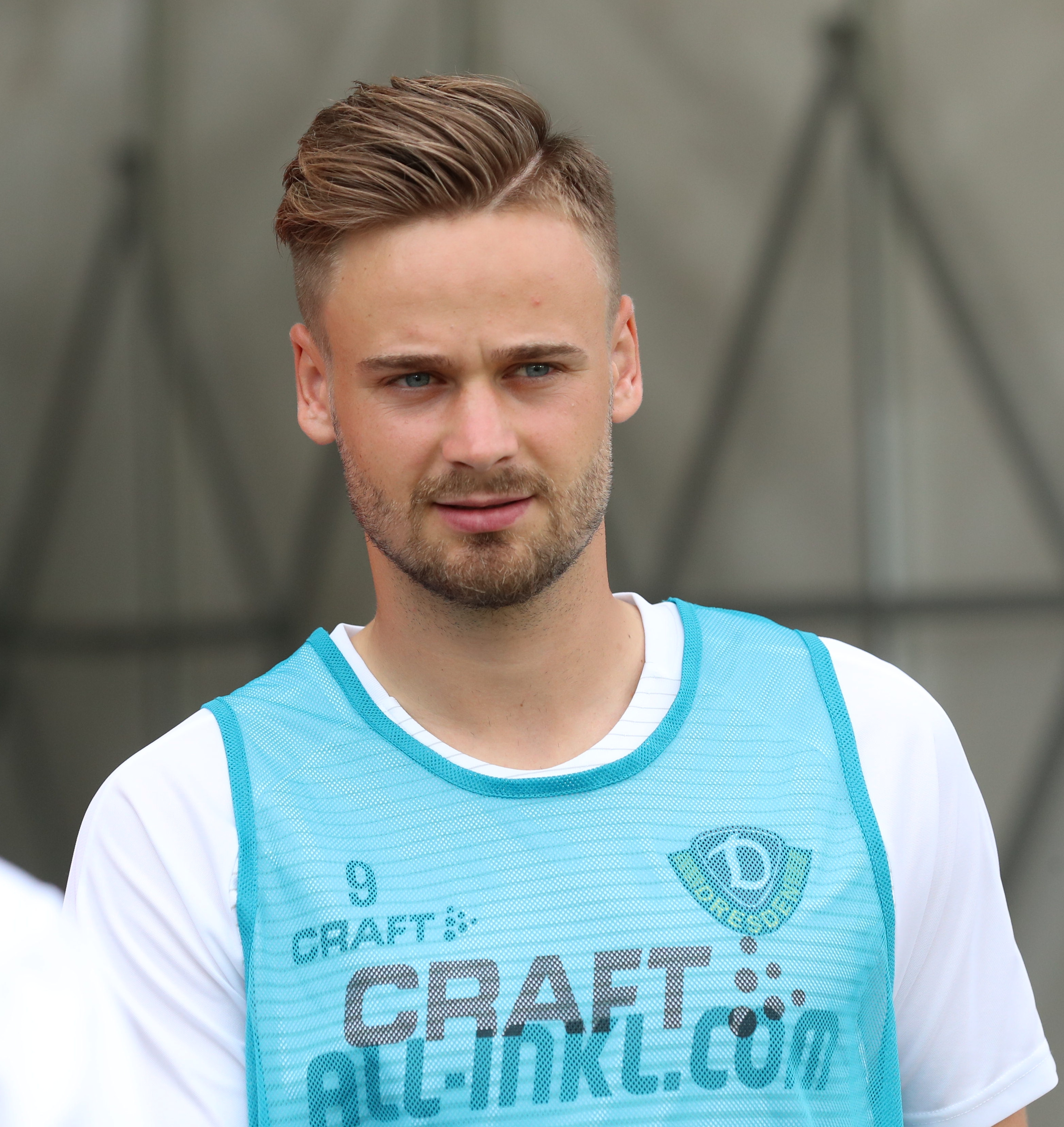
Lucas Röser (* 1993)

- Röser, Mario (* 1966), deutscher Fußballspieler
- Röser, Martin (* 1990), deutscher Fußballspieler
- Roser, Max (1880–1954), deutscher Jurist und Eisenbahndirektor
- Roser, Max (* 1983), deutscher Ökonom und Statistiker
- Röser, Rudolf (1920–2013), deutscher Verleger
- Röser, Sarna (* 1987), deutsche Unternehmerin und Lobbyistin
- Roser, Traugott (* 1964), deutscher evangelischer Theologe
- Roser, Wilhelm (1817–1888), deutscher Chirurg

### Rosero
- Rosero, Evelio (* 1958), kolumbianischer Schriftsteller
- Rosero, Juan Carlos (1962–2013), ecuadorianischer Radrennfahrer